# Martin Čížek
Martin Čížek (* 9. června 1974) je bývalý český fotbalový záložník, mládežnický reprezentant Československa a reprezentant České republiky.
Je biologickým otcem ledního hokejisty Marcela Barinky.

## Klubová kariéra
V lize odehrál 251 utkání a dal 36 gólů. Hrál za FC Baník Ostrava (1991–1996, 2002–2006), Spartu Praha (1997–1998) a německé týmy TSV Mnichov 1860 (1999–2000) a SV Unterhaching (2001–2002). Se Spartou získal dva mistrovské tituly (1997, 1998), s Baníkem jeden (2004). Dvanáctkrát startoval v evropských pohárech a dal zde jeden gól (Realu Sociedad San Sebastian v 1. kole Poháru UEFA 1998/99).

## Reprezentační kariéra
S československým mládežnickým reprezentačním týmem do 16 let se stal mistrem Evropy v roce 1990 v německém Erfurtu, kde ve finálovém souboji výběr Československa porazil tehdejší Jugoslávii 3:2 po prodloužení. Čížek vstřelil ve finále vítězný gól.
Za českou reprezentaci odehrál v letech 1996–2000 osmnáct zápasů, třináctkrát startoval též v reprezentaci do 21 let (dal za ni 4 branky).